# Liste der Kulturdenkmale in Chemnitz-Stelzendorf
In der Liste der Kulturdenkmale in Chemnitz-Stelzendorf sind die Kulturdenkmale des Chemnitzer Stadtteils Stelzendorf verzeichnet, die bis Juni 2022 vom Landesamt für Denkmalpflege Sachsen erfasst wurden (ohne archäologische Kulturdenkmale). Die Anmerkungen sind zu beachten.
Diese Aufzählung ist eine Teilmenge der Liste der Kulturdenkmale in Chemnitz.

## Liste der Kulturdenkmale in Chemnitz-Stelzendorf
| Bild                                    | Bezeichnung | Lage                                       | Datierung | Beschreibung | ID       |
| --------------------------------------- | --- | ------------------------------------------ | --- | --- | -------- |
| Weitere Bilder                          | Katholische Pfarrkirche St. Franziskus, Gemeindehaus, Pfarrei und Freiflächengestaltung                                                                | An der Kolonie 8i (Karte)                  | 1981–1983 | Architektonisch anspruchsvoll gestalteter Baukomplex von baukünstlerischer und geschichtlicher Bedeutung, im Stil der Moderne der 1970er Jahre. Nachdem sich bis Anfang der 1950er Jahre der Wiederaufbau des damaligen Karl-Marx-Städter Stadtzentrums am historischen Stadtgrundriss orientierte, wurde ab 1960 die Planung einer völligen Neuanlage des innerstädtischen Straßenraums umgesetzt. Bis 1989 entstanden am Stadtrand große Neubaugebiete, zu der auch der Neubau der katholischen Kirche St. Franziskus zählt. Westlich der ab 1971 gebauten Großsiedlung „Fritz Heckert“ am Rande einer Gartenspartenanlage wurde von 1981 bis 1983 die Kirche im heutigen Stadtteil Chemnitz-Stelzendorf, An der Kolonie 8i, mit einem dazugehörigen Gemeindesaal und der Pfarrei erbaut.                          | 09300769 |
|                                         | Wohnhaus | Grundstraße 10 (Karte)                     | 1. Drittel 19. Jahrhundert                                                                                              | Einfacher ländlicher Wohnbau mit mächtigem Schopfwalmdach und markantem Dachhecht, Fachwerkkonstruktion im Obergeschoss verkleidet, baugeschichtlich von Bedeutung | 09204914 |
| Weitere Bilder                          | Vierseithof mit Wohnhaus, zwei Seitengebäuden und Scheune                                                                                              | Grundstraße 20 (Karte)                     | Um 1800 (nördliches Seitengebäude); 1. Drittel 19. Jahrhundert (Bauernhaus und südliches Seitengebäude); 1904 (Scheune) | In ihrer Geschlossenheit beeindruckende, im Charakter herrschaftliche Hofanlage, möglicherweise ehemals Neukirchner Vorwerk, alle Gebäude unverändert, wertvolle Details aus der Bauzeit, Wirtschaftsgebäude überwiegend in Fachwerk, baugeschichtlich von Bedeutung | 09204924 |
|                                         | Wohnhaus | Grüner Weg 1 (Karte)                       | 2. Viertel 19. Jahrhundert                                                                                              | Stattlicher ländlicher Wohnbau mit Schopfwalmdach und unter Verkleidung erhaltener Fachwerkkonstruktion im Obergeschoss, baugeschichtlich von Bedeutung | 09204958 |
| Weitere Bilder                          | Ehemalige Schule | Grüner Weg 4 (Karte)                       | 1. Hälfte 19. Jahrhundert                                                                                               | Stattlicher Fachwerkbau mit markantem Dachreiter, bau- und ortsgeschichtlich von Bedeutung | 09204952 |
| Weitere Bilder                          | Kapelle | Jagdschänkenstraße 153a (Karte)            | 1953 | Einfacher, unter Nachkriegsbedingungen erhaltener Kapellenbau, traditionalistische Formensprache, innen und außen unverändert, baugeschichtlich von Bedeutung | 09204905 |
| Weitere Bilder                          | Denkmal für die Gefallenen des Ersten Weltkrieges | Jagdschänkenstraße 161 (gegenüber) (Karte) | 1926 | Markante, sich nach oben verbreiternde Porphyrstele, expressionistische Formanklänge, ortsgeschichtlich von Bedeutung | 09204787 |
| Weitere Bilder                          | Wohnhaus | Jagdschänkenstraße 163 (Karte)             | Bezeichnet mit 1836 | Einfaches ländliches Wohnhaus mit hohem Schopfwalmdach und markantem Dachhecht, Fachwerkkonstruktion im Obergeschoss unter Verkleidung erhalten, baugeschichtlich von Bedeutung | 09204950 |
| Weitere Bilder                          | Wohnhaus | Jagdschänkenstraße 165 (Karte)             | 1. Drittel 19. Jahrhundert                                                                                              | Einfacher ländlicher Wohnbau mit markantem Schopfwalmdach, Fachwerkbau, dominante Position in der Stelzendorfer Ortsmitte, baugeschichtlich von Bedeutung | 09204931 |
| Weitere Bilder                          | Turnhalle | Krummer Weg 2 (Karte)                      | Um 1920 | Einfacher, weitestgehend original erhaltener Turnhallenbau, auch innen kaum verändert, Reste der ursprünglichen Geräteausstattung, baugeschichtlich und sozialgeschichtlich von Bedeutung | 09205028 |
| Direkt Bild zu diesem Denkmal hochladen | Ehemalige Handschuhfabrik Otto Uhle (Sachgesamtheit)                                                                                                   | Neukirchner Straße 9, 13 (Karte)           | Um 1900 (Remisengebäude); 1909 (Wohnhaus); 1920 (Fabrikgebäude)                                                         | Sachgesamtheit ehemalige Handschuhfabrik Otto Uhle mit folgenden Einzeldenkmalen: Fabrikantenwohnhaus mit Garten, Fabrikgebäude (I) und Einfriedung (siehe 09307233) sowie folgenden Sachgesamtheitsteilen: Wohnhaus (Neukirchner Straße 9) mit nördlich angegliedertem Fabrikgebäude (II) und Remise; mit ihrer Entwicklung durch unterschiedliche politische Zeiten hinweg nicht nur baugeschichtliches, sondern auch industrie- und ortsgeschichtliches Zeugnis, besonders hervorzuheben sind das Fabrikantenwohnhaus mit umgebenden Garten und das zu Beginn der 1930er Jahre entstandene Fabrikgebäude, die sich als Vertreter der Moderne gestalterisch von den anderen Gebäuden abheben und einen besonderen baugeschichtlichen und baukünstlerischen Wert besitzen                                           | 09307234 |
| Direkt Bild zu diesem Denkmal hochladen | Fabrikantenwohnhaus mit Garten, Fabrikgebäude (I) und Einfriedung der ehemaligen Handschuhfabrik Otto Uhle (Einzeldenkmal der Sachgesamtheit 09307234) | Neukirchner Straße 13 (Karte)              | 1930 (Fabrikantenwohnhaus); 1933 (Fabrikgebäude I)                                                                      | Einzeldenkmale der Sachgesamtheit ehemalige Handschuhfabrik Otto Uhle; zu Beginn der 1930er Jahre als Vertreter der Moderne in Anlehnung an den Bauhausstil errichtete Gebäude mit baugeschichtlicher, baukünstlerischer, industriegeschichtlicher und ortsgeschichtlicher Bedeutung, der das Wohnhaus umgebende Garten mit gartengeschichtlichem Wert | 09307233 |
| Weitere Bilder                          | Scheune eines Vierseithofes | Stelzendorfer Straße 227 (Karte)           | Um 1800 | Scheune in Fachwerkkonstruktion mit mächtigem Satteldach, guter Originalzustand, baugeschichtlich von Bedeutung | 09204764 |
| Weitere Bilder                          | Schule (Montessori-Grundschule, ehemals Fritz-Große-Schule)                                                                                            | Stelzendorfer Straße 271 (Karte)           | Um 1920 | Mächtiger Schulbau, im Reformstil der Zeit nach 1910, bewegte Massengliederung, beherrschende Lage im Ortsbild, baugeschichtlich von Bedeutung | 09204792 |
|                                         | Häuslerhaus | Stelzendorfer Straße 273 (Karte)           | 1. Hälfte 19. Jahrhundert                                                                                               | Eines der wenigen noch in relativ originalem Zustand überliefertes Anwesen im ursprünglichen Dorfkern von Stelzendorf, baugeschichtlich von Bedeutung. Zweigeschossig, Erdgeschoss massiv und verputzt, Fenstergewände mit einer Hohlkehle (teilweise erhalten), Türportal und originale Haustür nicht mehr vorhanden. Im Erdgeschoss zwei Fensteröffnungen als Schaufenster erweitert. Obergeschoss Fachwerk, teils verkleidet, einige Fensteröffnungen erweitert. Abschluss durch Krüppelwalmdach mit Dachhecht an der Straßentraufseite. Als eines der letzten weitgehend originalen ländlichen Wohnhäuser wird dieses Gebäude zum Zeugnis der Ortsentwicklung und des Bauhandwerks seiner Entstehungszeit. Der Denkmalwert ergibt sich also aus dem ortsentwicklungsgeschichtlichen und baugeschichtlichen Wert. | 09247791 |
|                                         | Gasthaus mit Ballsaal | Stelzendorfer Straße 281 (Karte)           | Um 1910 | Ortsbildprägender Gasthausbau, bewegte Massengliederung, bemerkenswerter, in seiner ursprünglichen Raumform vollständig erhaltener Ballsaal, bau- und ortsgeschichtlich von Bedeutung | 09205027 |

## Ehemalige Denkmäler
| Bild                                    | Bezeichnung          | Lage                             | Datierung | Beschreibung                                                                | ID |
| --------------------------------------- | -------------------- | -------------------------------- | --------- | --------------------------------------------------------------------------- | -- |
|                                         | Wohnhaus             | Stelzendorfer Straße 224 (Karte) |           | Erhalten, Streichung aus der Denkmalliste vor 2010                          |    |
| Direkt Bild zu diesem Denkmal hochladen | Wohnhaus und Scheune | Stelzendorfer Straße 287 (Karte) |           | Abgerissen zwischen 2001 und 2006, Streichung aus der Denkmalliste vor 2010 |    |

## Tabellenlegende
- Bild: Bild des Kulturdenkmals, ggf. zusätzlich mit einem Link zu weiteren Fotos des Kulturdenkmals im Medienarchiv Wikimedia Commons. Wenn man auf das Kamerasymbol klickt, können Fotos zu Kulturdenkmalen aus dieser Liste hochgeladen werden:
- Bezeichnung: Denkmalgeschützte Objekte und ggf. Bauwerksname des Kulturdenkmals
- Lage: Straßenname und Hausnummer oder Flurstücknummer des Kulturdenkmals. Die Grundsortierung der Liste erfolgt nach dieser Adresse. Der Link (Karte) führt zu verschiedenen Kartendiensten mit der Position des Kulturdenkmals. Fehlt dieser Link, wurden die Koordinaten noch nicht eingetragen. Sind diese bekannt, können sie über ein Tool mit einer Kartenansicht einfach nachgetragen werden. In dieser Kartenansicht sind Kulturdenkmale ohne Koordinaten mit einem roten bzw. orangen Marker dargestellt und können durch Verschieben auf die richtige Position in der Karte mit Koordinaten versehen werden. Kulturdenkmale ohne Bild sind an einem blauen bzw. roten Marker erkennbar.
- Datierung: Baubeginn, Fertigstellung, Datum der Erstnennung oder grobe zeitliche Einordnung entsprechend des Eintrags in der sächsischen Denkmaldatenbank
- Beschreibung: Kurzcharakteristik des Kulturdenkmals entsprechend des Eintrags in der sächsischen Denkmaldatenbank, ggf. ergänzt durch die dort nur selten veröffentlichten Erfassungstexte oder zusätzliche Informationen
- ID: Vom Landesamt für Denkmalpflege Sachsen vergebene, das Kulturdenkmal eindeutig identifizierende Objekt-Nummer. Der Link führt zum PDF-Denkmaldokument des Landesamtes für Denkmalpflege Sachsen. Bei ehemaligen Kulturdenkmalen können die Objektnummern unbekannt sein und deshalb fehlen bzw. die Links von aus der Datenbank entfernten Objektnummern ins Leere führen. Ein ggf. vorhandenes Icon  führt zu den Angaben des Kulturdenkmals bei Wikidata.

## Ausführliche Denkmaltexte
1. ↑  Katholische Pfarrkirche St. Franziskus:

Projektiert wurde das Gemeindezentrum von der Bauakademie der DDR, Institut für Wohnungs- und Gesellschaftsbau, Außenstelle Dresden, durch ihren Architekten Manfred Fasold. Sie zeigt im Außenbau einen vierfach in die Höhe gestaffelten Baukörper mit flachen, leicht geneigten Dächern. Zwischen den unterschiedlich großen rechteckigen Bauformen wurden Oberlichter eingefügt, durch die der Innenraum der Kirche beleuchtet wird. Mit dem seitlich in den Baukörper eingegliederten Turm mit spitz zulaufendem Pultdach und aufgesetztem Kreuz wird der sakrale Charakter der Anlage unterstrichen. Die Kirche besitzt eine rote Ziegelfassade, die Oberlichter sind von Metallprofilen gerahmt und die Dachflächen mit Zinkblech eingedeckt. Einen starken Farbkontrast bildet der Turm aus hellem, beinahe sandsteinfarbenem Sichtbeton, dessen vertikal geriffelte Oberfläche ihm eine aufstrebende Wirkung verleiht. Damit erhält das Gebäude eine wichtige städtebauliche Komponente in dem sonst von kleineren Wohngebäuden und Gartenlauben umgebendem Stadtraum. Durch die gestaffelte Anordnung der Baukörperteile steigt der Kircheninnenraum zum Altar hin an. Eine architektonische Besonderheit ist die sichtbare Tragwerkkonstruktion der Decke aus Metallgittern, die diesem Rhythmus folgt. Das von dem Künstler Werner Juza geschaffene große Wandbild im Altarraum symbolisiert den Sonnengesang des Heiligen Franziskus und nimmt Bezug auf den namensgebenden Patron der Kirche. Architektonisch anspruchsvoll gestaltet, besitzt die im Stil der Moderne der 1970er Jahre errichtete Gebäudegruppe baukünstlerische und geschichtliche Bedeutung. Zum Denkmalbestand gehört weiterhin eine zeitgenössische Freiflächengestaltung mit gartenkünstlerischer Bedeutung.
2. ↑  Ehemalige Handschuhfabrik Otto Uhle:

Im Jahre 1909 ließ der gelernte Strickwirker Otto Uhle an der Neukirchner Straße ein Wohnhaus mit Werkstatt (Neukirchner Straße 9) für sich und seine Familie errichten, in dem zunächst zehn Angestellte und genauso viele Heimarbeiter Handschuhe herstellten. Der eingeschossige, giebelständig zur Straße stehende schlichte Putzbau besitzt ein Mansardgiebeldach und weist mit dem Erker und dem Zierfachwerk an der Giebelseite stilistische Elemente der funktional-sachlichen Reformarchitektur am Anfang des 20. Jahrhunderts auf. Ab 1920 machte sich ein zweigeschossiger, siebenachsiger Fabrikanbau (II) an der Werkstatt notwendig. Der dreigeschossige Putzbau besitzt 13 Achsen und ruht auf einem Kellersockel aus Bruchstein. Das breite Gurtgesims über den mehrfach geteilten und durch flache Lisenen getrennten Werkstattfenstern zeugt von den mehrfachen Umbauphasen. Den Abschluss bildet ein flaches Walmdach. Durch die hohe Qualität der Strickwaren und die damit einhergehende gute Auftragslage machte sich etwa 1920 ein zweigeschossiger, siebenachsiger Anbau an der Werkstatt notwendig. 1923 folgte die Aufstockung um ein Geschoss und 1927 eine weitere Erhöhung für das gesamte zweite Obergeschoss. Der nunmehr als ein Baukörper erscheinende dreigeschossige Putzbau besitzt 13 Achsen und ruht auf einem Kellersockel aus Bruchstein. Das breite Gurtgesims über den mehrfach geteilten und durch flache Lisenen getrennten Werkstattfenstern zeugt von den mehrfachen Umbauphasen. Den Abschluss bildet ein flaches Walmdach.

Im April 1930 beauftragte Otto Uhle den in Chemnitz wirkenden Architekten Wilhelm Ferdinand Schönefeld, kurz Willy Schönefeld, (1885–1963) mit dem Neubau eines Zweifamilienwohnhauses (Neukirchner Straße 13) in unmittelbarer Nähe des bestehenden Fabrikgebäudes. Der Architekt entwarf einen qualitativ hochwertigen Wohnbau in Anlehnung an den Bauhausstil. Ausgeführt in der Form eines rechteckigen, klar gegliederten Baukörpers weist der über einem Natursteinsockel errichtete zweigeschossige Putzbau Merkmale des „Neuen Bauens“ auf. Markant tritt an der Westseite der von rotbraunen Klinkern gerahmte Eingangsbereich mit weit ausladendem, ovalen Dach und originaler Eingangstür hervor. Darüber erstreckt sich ein hochrechteckiges, Treppenhausfenster bis zur Traufe. Auch die der Bauhausidee verpflichteten Eckfenster sowie die großformatigen Schiebefenster der zur Gartenseite ausgerichteten Salons zeugen von einem modernen Bau. Den Abschluss bildet ein in Schiefer gedecktes Walmdach. Im Inneren hat sich die vornehm zurückhaltende Ausstattung des Wohnhauses erhalten. Bei dem wohlproportionierten Wohnhaus handelt es sich um ein seltenes Beispiel, bei dem gestalterische Merkmale des „Neuen Bauens“ mit tradierten Elementen verschmelzen. Damit verkörpert es einen baugeschichtlichen und baukünstlerischen Zeugniswert für die klassische Architekturmoderne im Bereich des privaten Wohnungsbaus.

Das Wohnhaus umgibt ein parkartig gestalteter Garten. Während der nach Westen auf die Hauptansicht des Wohnhauses ausgerichtete Gartenteil mit Rhododendron-Rondell, kleinem Bassin und stattlichen Großbäumen repräsentativen Ansprüchen gerecht wird, zeigt sich der östliche, leicht ansteigende Teil parkartig. Die auf der Gebäuderückseite angelegte Wiesenfläche wird von hohen Laub- und Nadelbäumen gesäumt. Gehölze wie Flieder, Rhododendren und Farne verdichten diese Bereiche. Die Verwendung von Bruchsteinen für den Sockel des Hauses, die polygonalen Natursteinplatten für Wege und die in Bruchstein errichteten kleinen Stützmauern, Treppchen und der Sitzplatz geben Haus und Garten einen einheitlichen Zusammenhang. Die für die Zeit typische Anlage eines „Naturgartens“ steht in der Tradition der zu Beginn des 20. Jahrhunderts entstandenen Reformgärten. Hier gleichen die Gärten einem natürlich gewachsenen Raum, die im Idealfall bei dem Entwurf der Villa oder des Wohnhauses planerisch berücksichtigt wurden. Dem Garten ist daher eine gartengeschichtliche Bedeutung zuzuschreiben.

1933 errichtete die Firma Otto Uhlig östlich des bereits bestehenden Fabrikgebäudes (I) einen Neubau. Zunächst als eingeschossiger Bau begonnen, wurde er bereits zwei Jahre später um zwei Obergeschosse erweitert. Den Abschluss des sechsachsigen Gebäudes bildet ein schiefergedecktes Walmdach. Architekt ist vermutlich ebenfalls Willy Schönefeld; gestalterische Elemente könnten darauf schließen lassen, wie beispielsweise der in dunklen Klinkern hervorgehobene Eingangsbereich sowie das bauzeitliches Treppengeländer. Das alte und das neue Fabrikgebäude wurden mittels einer Brücke im ersten Obergeschoss verbunden. Um 1970 erhielt der neue Fabrikbau in nördliche Richtung einen dreigeschossigen Anbau mit Flachdach, der ältere Bau einen mächtigen Lastenaufzug. Zu dem Ensemble gehört weiterhin eine Remise mit Wohnung im Obergeschoss. Die gediegene Gestaltung der Einfriedung entlang der Neukirchner Straße entspricht ebenfalls den 1930er Jahren und besteht aus Klinkerpfeilern mit gestäbten Metallgittern. Mit ihrer Entwicklung durch unterschiedliche politische Zeiten hinweg stellt die Handschuhfabrik nicht nur ein baugeschichtliches, sondern auch ein industrie- und ortsgeschichtliches Zeugnis dar. Besonders hervorzuheben sind das Fabrikantenwohnhaus mit umgebenden Garten und das zu Beginn der 1930er Jahre entstandene Fabrikgebäude, die sich als Vertreter der Moderne gestalterisch von den anderen Gebäuden abheben und einen besonderen baugeschichtlichen und baukünstlerischen Wert besitzen.
3. ↑  Scheune eines Vierseithofes in der Stelzendorfer Straße 227:

Die Bauzeit der Scheune ist nicht überliefert. Auf Grund ihrer Baukonstruktion kann jedoch als Erbauungszeit die Zeit um 1800 angenommen werden. Der eingeschossige Fachwerkbau wurde auf längsrechteckigem Grundriss errichtet. Abgeschlossen wird er durch ein steiles, schiefergedecktes Satteldach. Die regelmäßig gegliederte Fachwerkkonstruktion der Scheune blieb weitestgehend original erhalten und ist an der Hofseite sichtbar. Die Wetterseiten (eine Giebel- und eine Traufseite) sind verbrettert und zum Zwecke der besseren Belüftung des Erntegutes nicht ausgefacht. Besonders eindrucksvoll ist die Hoftraufseite dieses gut proportionierten Baues, die durch das oben genannte regelmäßige Fachwerk, große Holztore und die zweireihig angeordneten kleinen Dreiecksgauben mit Rundbogenfenstern geprägt wird.

Die Scheune weist die für die Zeit um 1800 und für diese Hauslandschaft typischen Konstruktions- und Gestaltungsformen auf. Das Gleiche gilt auch für das Innere. Sie ist, wie dies in Sachsen üblich ist, quergeteilt in zwei Bansen und eine Tenne sowie eine Remise. Der Boden der Tenne ist mit Bohlen belegt, durch Holztrennwände sind die Bansen von der Tenne abgeteilt. Das Dach ist ein Kehlbalkendach mit doppelt stehendem Stuhl. Wesentliche bauliche Veränderungen der Konstruktion waren auch im Inneren nicht festzustellen.

Auf Grund ihres guten originalen Baubestandes vermittelt die Scheune wichtige Informationen über die Bautradition sächsischer Scheunen des 18. und beginnenden 19. Jahrhunderts sowie der Arbeits- und Lebensweise der Bauern dieser Zeit. Gleichzeitig erinnert diese Scheune mit den anderen Gebäuden des Hofes an den dörflichen Ursprung des heutigen Chemnitzer Stadtteils Stelzendorf.

Die Denkmalfähigkeit der Scheune ergibt sich demzufolge aus ihrem bau- und heimatgeschichtlichen Wert. Denkmalwürdig ist sie auf Grund des oben beschriebenen ausgezeichneten Originalzustandes und ihres Erinnerungswertes.